# بن اوکانر (دوچرخه‌سوار)
بن اوکانر (انگلیسی: Ben O'Connor؛ زادهٔ ۲۵ نوامبر ۱۹۹۵) دوچرخه‌سوار اهل استرالیا است.
از باشگاه‌هایی که در آن بازی کرده‌است می‌توان به تیم دایمنشن دیتا اشاره کرد.